# Tarundia marginata
Tarundia marginata är en insektsart som beskrevs av Melichar 1898. Tarundia marginata ingår i släktet Tarundia och familjen Ricaniidae. Inga underarter finns listade i Catalogue of Life.